# Gmina Gentofte
Gmina Gentofte (duń. Gentofte Kommune) – gmina w Danii, w regionie stołecznym (do 2007 r. w okręgu Kopenhagi (Københavns Amt)). Siedzibą jej władz jest Charlottenlund.
Gmina Gentofte została utworzona 1 kwietnia 1970 na mocy reformy podziału administracyjnego Danii. Kolejna reforma z 2007 r. potwierdziła status gminy.
W Gentofte urodzili się Lars Ulrich, duński perkusista i jeden z założycieli zespołu Metallica oraz Clara Tauson, duńska tenisistka, mistrzyni juniorskiego Australian Open 2019 w grze singlowej.

## Dane liczbowe (2005 r.)
- Liczba ludności: (♀ 32 279 + ♂ 36 712) = 68 991
  - wiek 0-6: 9,2%
  - wiek 7-16: 12,8%
  - wiek 17-66: 62,5%
  - wiek 67+: 15,5%
- Gęstość zaludnienia: 2760 osób/km²
- Bezrobocie: 3,4% osób w wieku 17-66 lat
- Cudzoziemcy z UE, Skandynawii i USA: 376 na 10 000 osób
- Cudzoziemcy z krajów Trzeciego Świata: 269 na 10 000 osób
- Liczba szkół podstawowych: 12 (liczba klas: 328)

## Demografia
- Wykres liczby ludności Gentofte na przestrzeni 240 lat

## Sport
- Gentofte Stars – klub hokeja na lodzie